# بنو أسد
بنو أسد قبيلة خندفية مضرية عدنانية وتعد من القبائل العربية القديمة، قال جواد علي في المفصل في تاريخ العرب قبل الإسلام "وتقع مواطن "أسد" الرئيسية في القرن السادس للميلاد في جنوب جبلي طيء "أجأ" و"سلمى"، ويسميان جبل شمر في الزمن الحاضر [على جانبي بطن الرمة "وادي الرمة"، غير أن بطونها متفرعة منتشرة في مناطق واسعة تمتد من المدينة إلى نهر الفرات"،،
وجاء في الموسوعة العربية: «بنو أسد قبيلة عظيمة من العدنانية تنسب إلى أسد بن خزيمة بن مدركة بن إلياس بن مضر بن نزار.. كان موطن قبيلة أسد في الجاهلية في نجد غربي القصيم وشرقي جبلي طيء: أجأ وسلمى، وكانت تجاورها قبائل طيء وغطفان وهوازن وكنانة، ومن مياهها، سميراء، والرّس والرسيس، ومن جبالها القنة والقنان وأبان الأسود.».

الشيخ سالم بن حسن بن خيون بن جناح الأسدي والذي توفي سنة 1954 م

## نسبهم
ينتسب بنو أسد إلى: أسد بن خزيمة بن مدركة (عامر) بن إلياس بن مضر بن نزار بن معد بن عدنان من أحفاد الذبيح إسماعيل بن إبراهيم الخليل عليهما السلام.
وكان لأسد من الولد:
| - دودان بن أسد - كاهل بن أسد | - عمرو بن أسد - صعب بن أسد | - حلمة بن أسد |

### أقرب القبائل لبني أسد
أقرب القبائل نسبا لبني أسد هم قبيلة بني كنانة ثم الهون ويليهم في القرابة قبيلة هذيل ثم قبيلة تميم وقبيلة مزينة.

## بطون بني أسد قديما
| - بنو ثعلبة بن دودان بن أسد - بنو غنم بن دودان بن أسد - بنو غاضرة بن مالك بن ثعلبة بن دودان بن أسد - بنو والبة بن الحارث بن ثعلبة بن دودان بن أسد - بنو الحارث بن ثعلبة بن دودان بن أسد | - بنو نصر بن قعين بن الحارث بن ثعلبة بن دودان بن أسد - بنو الصيداء بن عمرو بن قعين بن الحارث بن ثعلبة بن دودان بن أسد - بنو فقعس بن طريف بن عمرو بن قعين بن الحارث بن ثعلبة بن دودان بن أسد - بنو دبير بن مالك بن عمرو بن قعين بن الحارث بن ثعلبة بن دودان بن أسد |

ومنهم كذلك بطون أقل شهرة بعضها قد فني وانقرض هي:
| - بنو ناشرة بن نصر بن سواءة بن سعد بن مالك بن ثعلبة بن دودان بن أسد - بنو سعد بن الحارث بن ثعلبة بن دودان بن أسد - بنو جحوان بن فقعس بن طريف بن عمرو بن قعين بن الحارث بن ثعلبة بن دودان بن أسد - بنو جذيمة بن مالك بن نصر بن قعين بن الحارث بن ثعلبة بن دودان بن أسد | - بنو سعد بن ثعلبة بن دودان بن أسد - بنو عبد الله بن مرة بن صعب بن أسد ويقال لهم بنو النعامة - بنو معرض بن عمرو بن أسد - بنو الهالك بن عمرو بن أسد - بنو مازن بن كاهل بن أسد |

## ديارهم
روى ابن عساكر في تاريخه بسنَده عن قدماء أهل الشام وغيرهم وهو يذكر القبائل التي اشتركت في معركة اليرموك "وليس فيها أسد ولا تميم ولا ربيعة ولم يكن دارهم إنما كانت دارهم عراقية فقاتلوا أهل فارس بالعراق". وقال ابن حوقل في كتابه صورة الأرض "وما كان من حدّ عبّادان الى الانبار مواجها لنجد والحجاز على ديار أسد وطىّء وتميم وسائر قبائل مضر فمن بادية العراق"،

## بطون بني أسد اليوم
- يستقر معظم بني أسد اليوم في العراق ومنهم طائفة في الأحواز العربية ومن عشائرهم اليوم:[11]

### ال الشيخ من ذرية علي بن مزيد الأسدي الناشري مؤسس الدولة المزيدية
| - آل خيون - آل الشيخ - آل عباس - آل ونيس - آل عيسى - آل ويس - آل عنيسي |

### الحداديين من نسل حبيب ابن مظاهر الأسدي
| - نفس الحداديين - البو شيخ علي وكبيرهم زويد - بيت زامل وكبيرهم بطاح - البو فرج الله - البو عيدة وكبيرهم محسن طوفان - الرشيدة وكبيرهم عباس الظاهر - بيت الحجي وكبيرهم حريجة آل لامي | - بني عسكري - آل خاطر - المواجد |

الشويبات: عشيرة الشويبات يرأسهم الشيخ حميد حسن مبارك ويسكنون البصرة في قضاء الزبير

### البو معرف
مساكنهم في محافظة البصرة في قضاء أبي الخصيب والنجف وهم من نسل حبيب ابن مظاهر الأسدي
- البو كرم الله
- الشكارة
- الغبيسات
- البو رحيم

وفي النجف من البو معرف
- آل جزائري
- البو حسوه
- آل مرزة

### عشائر بني أسد في النجف
- البو حسوه
- البو الجزائري
- البو الطريحي من نسل حبيب ابن مظاهر الأسدي واولاد عم البو معرف
- البومرزة
- البو نواص
- آل الشماع
- آل العطار
- البو مال الله

### عشائر بني أسد في كربلاء
| - البو غانم - البو ضاحي - البو مجدي - البو بحر - البو مجزم - البو صالح - البو زيارة |

### عشائر بني أسد في الأحواز
| - المطارقة - بني عسكري - الحدادين - البو معرف |

## أعلام من قبيلة بني أسد
- أم المؤمنين زوجة رسول الله صلى الله عليه وسلم زينب بنت جحش بن رئاب بن يعمر بن صبرة بن مرة بن كبير بن غنم بن دودان بن أسد
- عبد الله بن جحش بن رياب بن يعمر بن صبرة بن مرة بن كبير بن غنم بن دودان بن أسد
- الصحابي حبيب بن مظاهر بن رئاب بن الاشتر بن حجوان بن فقعس بن طريف بن عمرو بن قعين بن الحارث بن ثعلبة بن دودان بن أسد، حبيب بن مظاهر الأسدي
- الذي أسلم ثم ادعى النبوة وارتد ثم أسلم وحسن إسلامه وهو طليحة بن خويلد بن نوفل بن نضلة بن الأشتر بن جحوان بن فقعس بن طريف بن عمرو بن قعين بن الحارث بن ثعلبة بن دودان بن أسد، طليحة بن خويلد الأسدي
- الصحابي الجليل ضرار بن الأزور بن أوس بن جذيمة بن ربيعة بن مالك بن ثعلبة بن أسد بن دودان بن أسد
- الصحابي الجليل عكاشة بن محصن بن حرثان بن قيس بن مرة بن كبير بن غنم بن دودان بن أسد
- الصحابي الحسين بن عرطفة بن نضلة بن الأشتر بن حجوان بن فقعس بن طريف بن عمرو بن قعين بن الحارث بن ثعلبة بن دودان بن أسد
- شاعر المعلقات الشاعر عبيد بن الأبرص بن حنتم بن عامر بن مالك بن زهير بن مالك بن الحارث بن سعد بن ثعلبة بن دودان بن أسد
- الشاعر في العصر الأموي الكميت بن زيد بن خنيس بن مجالد بن ذؤيبة بن قيس بن عمرو بن سبيع بن مالك بن سعد بن ثعلبة بن دودان بن أسد
- علباء بن الحارث بن حارثة بن هلال من بني مازن بن كاهل بن أسد وهو قاتل الملك حجر بن الحارث الكندي
- أبو الحسن علي بن مزيد الأسدي مؤسس الإمارة المزيدية الأسدية في العراق
- الأمير دبيس بن عفيف الأسدي مؤسس مدينة الحويزة في الأحواز العربية

## إسلامهم ونبذة عنهم
قدم بنو أسد على النبي محمد دون أن يرسل إليهم رسولاً وذكروا له ذلك ولذلك يقال إن آية من القرآن قد نزلت فيهم وهي: ﴿يَمُنُّونَ عَلَيْكَ أَنْ أَسْلَمُوا قُلْ لَا تَمُنُّوا عَلَيَّ إِسْلَامَكُمْ﴾ [الحجرات:17]. وكان من بني أسد عدد من الصحابة من أشهرهم عكاشة بن محصن والقائد ضرار بن الأزور وحبيب بن مظاهر الأسدي وسنان بن أبي سنان الأسدي وعبد الله بن جحش بن رئاب الأسدي.
وشارك بنو أسد في الفتوحات الإسلامية، وكان لهم دور كبير في معركة القادسية إذ يروى أنه اشترك فيها منهم ثلاثة آلاف نفر وكان منهم ضرار بن الأزور وأدى بنو أسد دوراً أساسياً في انتصار المسلمين. وسكن كثير من بني أسد بعد ذلك الكوفة وكانت لهم بها خطّة إلا أن باقي القبيلة ظل ساكناً بادية العراق وإيران. وكان قسم أصغر من بني أسد قد استقر في حلب مع جند الشام.
وقد كانت بنو أسد أول قبيلة عربية التي ساندت علي بن أبي طالب أثناء المعارك التي خاضها في خلافته. ويروي الإخباريون المسلمون أن جماعة من بني أسد كانوا من ضمن القتلى في معركة كربلاء، وفي واقعة الطف بكربلاء عام 61 هـ انقسموا إلى ثلاث فصائل: فصيل ناصر الحسين، وآخر ناوءه وفصيل ثالث وقف على الحياد. وكان من جملة زعمائهم الذين ناصروه: حبيب بن مظاهر، وأنس بن الحارث الكاهلي، ومسلم بن عوسجة، وقيس بن مسهر الصيداوي، والموقع بن ثمامة، وعمرو بن خالد الصيداوي. أما المناوئين له فكان من جملة زعمائهم حرملة بن كاهل الاسدي قاتل الطفل الرضيع أما الطائفة الثالثة المحايدة فقد مرّت نساؤهم بأرض المعركة وشاهدن أجساد القتلى فذهبن إلى ديارهم وطلبن من الرجال الذهاب لدفن جثمان الحسين بن علي وأهله بعد المعركة. كما خاض بنو أسد بعض المعارك إلى جانب المختار بن أبي عبيد الثقفي وبعدها اعتنق بنو أسد بعد ذلك المذهب الشيعي الإمامي وظلوا عليه إلى اليوم.

## استقرارهم في نجد
كانت مساكن القبيلة في تهامة وتحديدا في القنفذة بوادي قنونا ووادي يبة والبرك (برك الغماد) مجاورين لبني عمومتهم قبيلة بني كنانة في تهامة وقد قال الشاعر كثير عزة الخزاعي في رثاء صاحبه خندف الأسدي:
ولكن الدار الأشهر لبني أسد هي نجد التي ارتحلوا لها من تهامة، وبالأخص في منطقتي حائل والقصيم الحاليتين، ومن مياهها سميراء، والرس والرسيس، ومن جبالها القنة والقنان وأبان الأسود، وامتدت ديارهم شرقاً إلى الدهناء حيث جاوروا بني تميم، وكان بنو أسد بدواً صُرفاً، إلا أن بيتاً من بيوتاتهم يقال لهم بنو غُنْم كانوا قد سكنوا مكة قبل ظهور الإسلام محالفين لبني عبد مناف بن قصي من قريش، وفي نجد عقدت قبيلة بني أسد لواء الحلف مع قبائل أخرى كمثل طيئ وغطفان.
و كانت بنو أسد قد أزيحت عن جبلي طيء بعد قدوم طيء من اليمن، إلا أنها تحالفت مع طيء فسميت القبيلتان بالحليفين. وقد كانت القبيلة من بين القبائل التي شكلت مملكة كندة في وسط الجزيرة العربية، وقيل إن ملك كندة كان يبالغ في أخذ الأتاوات عنهم حتى أخذ بعض ساداتهم وضربهم بالعصي فسمّوا «عبيد العصا»، وطردهم من ديارهم حيناً حتى أعادهم بعد أن استعطفه الشاعر عبيد بن الأبرص من شعراء بني أسد وأحد أصحاب المعلقات. وبعد أن مات ملك كندة وتولى بعده ابنه حجر بن الحارث (وهو والد الشاعر امرئ القيس) قام عليه بنو أسد فقتلوه، وهي حادثة مذكورة في معلّقة عبيد بن الأبرص، وكانت إيذاناً بنهاية مملكة كندة. وترد في أيام العرب أيضاً أخبار عن وقائع كثيرة لبني أسد مع بني عامر وعبس وبني سليم وغيرها.
قال الشيخ إبراهيم بن محمد سالم بن ضويان المتوفي سنة 1359 هـ في مذكرته التاريخية (الرس لبني أسد خرب برحيلهم إلى العراق) إلخ، وذلك لأن عمر بن الخطاب لما استولى على العراق أمر جملة قبائل العرب أن يرتحلوا بأهاليهم من القبائل النجدية والحجازية ليعمروه وخرب برحيلهم كثير من منازلهم حيث استوطن العراق ثمانون ألف بأهاليهم من نجد ومن بينهم قبائل بني أسد).
وقال ياقوت الحموي في معجم البلدان «الرس ماء لبنى منقذ بن أعياء من بني أسد قال: الأصمعي الرس والرسيس فالرس لبنى اعياء رهط حماس والرسيس لبنى كاهل» وكلاهما من بني أسد.
وقال ابن الانباري الذي عاش في آخر القرن الثالث الهجري وأول القرن الرابع «الرس ماء ونخل لبني أسد والرسيس حذاؤه»
وقال الحسن بن عبد الله الاصفهاني في كتابه بلاد العرب: «الرس ماء لبني منقذ بن اعياء به نخيل لبني برثن بن منقذ بن اعياء بن طريف بن عمرو بن قعين بن الحارث بن دودان بن أسد رهط حماس»
وقال ياقوت الحموي: «الرسيس: تصغير الرس: واد بنجد، عن ابن دريد، لبنى كاهل من بنى أسد بالقرب من الرس»
وقال الزبيدي: «الرس: لبني أعيا بن طريف والرسيس لبني كاهل»

## انتقالهم إلى العراق
خرج بنو أسد من نجد إلى العراق سنة 19 هـ بعد عام الرمادة بسنة وذلك بأمر الخليفة عمر بن الخطاب (رضي الله عنه) الذي أمر كثيرا من القبائل العربية أن تسكنه وتعمره لما فيه من الخيرات.

## الإمارة المزيدية الأسدية
كانت من بني أسد أسرة بني مزيد الذين أسسوا الإمارة المزيدية التي حكمت أجزاء من العراق واستمر حكمهم لمدة قرن ونصف القرن من الزمان ثم انتهت أمارتهم وتفرقوا في البلدان والمناطق، وقد اشتهرت عائلة المزيدي بالعلم والشعر والإمارة.

## مشاهير
- ضياء الخيون.
- رشيد الخيون.